# Barbara Fox
Barbara Fox est une artiste et illustratrice, reconnue principalement pour son travail en tant que conceptrice principale pour la Monnaie des États-Unis. Originaire de Californie, elle a déménagé à Little Valley, dans l'état de New York, il y a plus de trente ans. Elle fait partie du programme Artistic Infusion (AIP) depuis 2007. En 2010, elle a été annoncée comme l'une des sept nouvelles artistes sélectionnées pour participer à l'AIP en tant que conceptrice associée. Au fil de sa carrière, elle a conçu plus de 20 pièces et médailles pour la Monnaie des États-Unis, dont plusieurs quarts de dollar de la série America the Beautiful.

## Carrière à la Monnaie des États-Unis
Barbara Fox est une figure clé du design numismatique aux États-Unis, contribuant à l'enrichissement des pièces et médailles nationales par le biais du programme Artistic Infusion (AIP). L'AIP, créé en 2003, vise à collaborer avec des artistes externes spécialisés dans diverses formes d'art visuel pour créer de nouveaux designs de pièces et de médailles,.
Depuis son entrée dans le programme en 2007, Fox travaille depuis ses propres studios pour proposer des designs,. Le processus de sélection des designs est rigoureux : plusieurs artistes soumettent des concepts concurrents qui sont ensuite examinés par des jurys et des comités, avec la décision finale revenant au Secrétaire au Trésor. Les artistes de l'AIP sont rémunérés pour leurs soumissions et reçoivent un bonus si leur design est choisi,. De plus, leurs initiales, ainsi que celles du sculpteur-graveur, figurent généralement sur les pièces ou médailles finales,.

## Processus de Conception
Le processus de création de Barbara Fox pour les pièces de monnaie est détaillé. Elle commence par réaliser un croquis au crayon sur une palette ronde de 8 pouces. Ce croquis est ensuite scanné sur son ordinateur, où elle utilise Adobe Photoshop pour ajuster les éléments de design et ajouter le lettrage approprié, simulant l'aspect final avant que le design ne soit réduit à la taille réelle de la pièce.
Les artistes de l'AIP reçoivent des missions plusieurs fois par an et peuvent choisir de les accepter ou de les refuser. Une fois une mission acceptée, Fox dispose de trois semaines pour développer son idée et soumettre l'œuvre finale. Ses designs sont ensuite soumis à plusieurs comités, composés de 20 à 25 personnes, qui peuvent demander des révisions pendant des mois. Le processus de décision, du design initial à la sélection finale, peut prendre jusqu'à un an.
Fox mène des recherches approfondies pour ses designs. Par exemple, pour le quart de dollar d'Ellis Island, bien qu'elle n'ait jamais visité l'île, ses recherches lui ont permis de découvrir que l'île est partagée entre le New Jersey et New York. Cela l'a amenée à modifier son design pour y inclure le bâtiment de l'hôpital, situé du côté du New Jersey, plutôt que le bâtiment principal d'immigration qui est du côté de New York. Elle a également voulu que ce design transmette un sentiment émotionnel d'espoir et d'incertitude vécu par les immigrants. Pour le quart de dollar de Saratoga, elle a visité le parc national et s'est inspirée d'un film pour sa représentation de la reddition britannique. Ses designs sont soumis à des vérifications rigoureuses pour l'exactitude historique, jusqu'aux moindres détails comme la broderie et les boutons gravés.

## Œuvres Notables
Barbara Fox a un portefeuille étendu de designs pour la Monnaie des États-Unis, avec 33 pièces et médailles répertoriées. En 2017, son design du quart de dollar d'Ellis Island était sa 21e contribution et son 5e design de quart de dollar sélectionné pour être frappé,.

### Quarts de dollar America the Beautiful (revers)
- 2017 : Ellis Island[4] : ce design représente une famille d'immigrants approchant Ellis Island avec un mélange d'espoir et d'incertitude, avec le bâtiment de l'hôpital d'Ellis Island en arrière-plan[8],[9]. Il a été sculpté par Phebe Hemphill ;

- 2016 : Cumberland Gap National Historical Park[4],[8],[9] ;

- 2015 : Saratoga National Historical Park (en) : ce design illustre la reddition du lieutenant-général britannique John Burgoyne au général américain Horatio Gates en octobre 1777. Il a été sculpté par Renata Gordon[4],[6] ;

- 2012 : Parc national d'Acadia, Maine[10] ;

- 2011 : Parc national de Glacier, Montana[10].

### Demi-dollar
2016 : 100e anniversaire du Service des parcs nationaux (avers). Ce design met en scène un randonneur et un enfant observant une petite grenouille, illustrant la beauté de la nature.

### Pièces de 10 dollars
- Lucretia Garfield[4],[10] ;

- Mamie Eisenhower (pièce d'or de 10 dollars)[1] .

### Pièces de 1 dollar
- William Howard Taft (avers). Cette pièce fait partie de celles conçues par Fox qui sont en circulation légale aux États-Unis[6].

### Autres pièces commémoratives
- 2013 : Pièce commémorative des Girl Scouts des États-Unis (avers en argent)[12] ;
- 2013 : Pièce commémorative des généraux 5 étoiles (revers en or et en argent)[13] ;
- 2012 : Revers de la pièce de platine American Eagle (en) d'une once[14] ;
- 2012 : Pièce d'or Premières épouses – Frances Cleveland (premier mandat, avers et revers)[15] ;
- 2011 : Pièce d'or Premières épouses – Lucy Webb Hayes (revers)[16].

## Expositions et Reconnaissances
En dehors de son travail pour la Monnaie des États-Unis, Barbara Fox est une artiste plasticienne et illustratrice active. Elle a travaillé pour des clients de premier plan tels que Timex, Disney, American Greetings et The Franklin Mint. Ses peintures, notamment ses aquarelles, ont été exposées dans des expositions individuelles et collectives à travers les musées et galeries des États-Unis. Elle enseigne également ses techniques de peinture à l'aquarelle lors de cours et d'ateliers à l'échelle nationale.
Elle est membre du Cattaraugus County Arts Council. Son talent artistique a été reconnu par plusieurs prix et distinctions, et elle a été intronisée membre de la National Watercolor Society (en) et de l'International Guild of Realism en 2007.

## Informations Personnelles
Barbara Fox réside dans le canton de Mansfield, dans l'état de New York, et travaille depuis son studio à Ellicottville, situé sur Mill Street, ainsi que depuis son studio à domicile dans la région de Little Valley. Elle a déménagé à Little Valley avec son mari en 1994.
En reconnaissance de son influence dans le domaine numismatique, Barbara Fox a signé un accord exclusif de label de signature avec Numismatic Guaranty Corporation (en) (NGC) pour leur programme Authentic Hand-Signed labels. Cela permet aux collectionneurs d'obtenir des pièces de monnaie certifiées par NGC portant sa signature authentique.